# Punta Ledormeur
La Punta Ledormeur és una muntanya de 3.120 m d'altitud, amb una prominència de 15 m, que es troba al massís de Bachimala, entre Aragó i França.